# Backtracker
Backtracker er en kortfilm instrueret af Johnny Melville efter eget manuskript.